# Chora obliqua
Chora obliqua är en fjärilsart som beskrevs av Bethune-Baker 1906. Chora obliqua ingår i släktet Chora och familjen trågspinnare. Inga underarter finns listade i Catalogue of Life.